# Griffo
Griffo (726-753) – syn Karola Młota i jego drugiej żony Swanhildy bawarskiej.
Po śmierci ojca nie otrzymał żadnego dziedzictwa. Jego bracia Karloman i Pepin Krótki uwięzili go i zamknęli w zamku Chèvremont w pobliżu Liège. Po abdykacji Karlomana w 747 roku uciekł najpierw do Sasów, a potem do Bawarów, którzy po śmierci księcia Odilona I zbuntowali się przeciwko władzy frankijskiej. Pepin łatwo podporządkował sobie Bawarię i przebaczył bratu, nadając mu kilka hrabstw w okolicach Maine. Po koronacji Pepina na króla Franków Griffo ponownie podniósł bunt przeciw bratu, sprzymierzając się między innymi z Waifrem, księciem Akwitanii. Swoją rebelię kontynuował do 753 roku, kiedy to prawdopodobnie zginął w bitwie pod Saint-Jean-de-Maurienne.